# Рідкісні елементи
Рі́дкісні елеме́нти — умовна назва групи хімічних елементів.
Серед них виділяють:
- легкі (Li, Rb, Cs, Be),
- тугоплавкі (Ti, Zr, Hf, Re, V, Nb, Та, Mo, W),
- розсіяні (Ga, In, Tl, Ge, Se, Te, Re),
- рідкісноземельні (Sc, Y, La і лантаноїди),
- радіоактивні (Ро, Tc, Fr, Ra, Ac, Th, Pa, U, Pu, Np, Cm, Cf, Am та інші трансуранові елементи),
- інертні гази (He, Ne, Ar, Kr, Xe, Rn).

Така класифікація умовна, оскільки деякі елементи можуть бути віднесені одночасно до різних груп. Назва рідкісні елементи склалася історично: так називали елементи відносно нові в техніці або мало використовувані і освоєні. Причини порівняно пізнього відкриття і освоєння — мала поширеність і (або) розсіяність у земній корі більшості рідкісних елементів, а також технологічні труднощі вилучення з сировини і отримання у чистому вигляді низки рідкісних елементів. Вміст рідкісних елементів у земній корі не перевищує n•10−3−10−4%.
В міру збільшення виробництва і споживання (рідкісних елементів) термін «рідкісні елементи» втрачає своє первинне значення. Термін «рідкісні елементи» не означає, що поширеність даного елемента неодмінно мала (кларк «рідкісного» титану приблизно в 55 000 разів більший від кларку «нерідкісної» ртуті).